# IFK Viksjö
IFK Viksjö är en fotbollsklubb i Viksjö, Järfälla, nordväst om Stockholm. Klubben bildades 1983 när Andeboda BK och Viksjö IK slogs ihop och omfattades då främst av ett seniorlag. Idag är IFK Viksjö en av Stockholms största ungdomsföreningar med över 1000 aktiva spelare. Representationslaget för klubbens herrar spelar 2017 i division 5 och damlaget spelar 2017 i division 3 Östra Svealand. 
IFK Viksjö utsågs till årets barn- och ungdomsförening i Stockholm 2017.
IFK Viksjö har fostrat en del spelare till svensk elitfotboll, faktum är att Viksjöfostrade spelare har representerats det svenska A-landslaget för såväl herrar som damer. Viksjöfostrade spelare som nått elitfotboll är: 
Herrar:
• Nils-Eric Johansson 3 A-landskamper och 21 U21-landskamper
• Andreas Eriksson 74 allsvenska matcher och 142 matcher i superettan
• Anders Bååth 60 allsvenska matcher och 16 matcher i superettan
• Andreas Lindberg 25 allsvenska matcher och 80 matcher i superettan
• Christos Gravius 10 Allsvenska matcher och 5 matcher i Sveriges U19-herrlandslag i fotboll
Damer:
• Kristin Bengtsson 2 diamantbollar, 1 VM-silver, 1 EM-silver, 1 SM-guld och 157 A-landskamper 
• Emma Lundh 5 A-landskamper